# Salomo Friedlaender
Salomo Friedlaender (4 de mayo de 1871, Gollantsch - 9 de septiembre de 1946, París) fue un filósofo judío alemán, poeta, escritor satírico y autor de literatura fantástica. Publicó su obra literaria bajo el seudónimo Mynona (palabra alemana para “anónimo” deletreada al revés). .

## Vida
Friedlaender venía de una familia de médicos acomodados. A los 23 años comenzó a estudiar medicina en la Universidad de Múnich, pero pronto se pasó a la odontología, que estudió en Berlín. Allí dejó la medicina en 1896 a favor de la filosofía. Al año siguiente Friedlaender se trasladó a la Universidad de Jena para estudiar arqueología, filología alemana, historia e historia del arte. Completó con éxito sus estudios en 1902 con un doctorado sobre Arthur Schopenhauer e Immanuel Kant. A partir de 1899, y a través de su cuñado, el rabino de Essen Salomón Samuel, conoció al filósofo Ernst Marcus, de quien acabó siendo su discípulo más importante.
A partir de 1906 vivió como escritor independiente en Berlín, donde entabló amistad con Martin Buber, Alfred Kubin, Gustav Landauer, Else Lasker-Schüler, Samuel Lublinski, Erich Mühsam, Ludwig Rubiner, Paul van Ostaijen y Herwarth Walden, entre otros. Además, estuvo en contacto con Raoul Hausmann, Hannah Höch, Ludwig Meidner y Paul Scheerbart.
Bajo el pseudónimo Mynona ("Anonym" leído al revés, que significa anónimo en alemán) Friedlaender debutó en revistas expresionistas como Der Sturm, Die ktion, der Jugend o den Weißen Blättern. En 1919, junto con el hermano menor de su cuñado de Essen, Salomon Samuel, Ernst Samuel, que se hacía llamar autor y publicista Anselm Ruest, fundó el Stirner-Bund y la revista Der Einzige, que lleva el nombre de la obra principal de Stirner, Der Einzige und seine Eigentum, en Berlín.
Los textos de Friedlaender combinan elementos expresionistas y dadaístas con formas grotescas y paródicas, dando un nuevo impulso a la vanguardia literaria. Muchos de sus textos también contienen agudas críticas sociales. Se consideraba a sí mismo como una síntesis de Immanuel Kant y Charlie Chaplin.
Graue Magie (1922) trata de la "creciente magia gris del futuro" que ni Dios (blanco) ni el diablo (negro) necesitan, es un cambio de pensamientos. La magia de la razón debe mejorar la vida. Lo que está misteriosamente empaquetado aquí recuerda a la teoría del éter de Kant y a la teoría de la magia natural de Ernst Marcus. Se presentan en una mezcla de ciencia ficción, cuentos grotescos, cuentos de hadas y novelas policíacas. La novela está ambientada en la vida cotidiana de la República de Weimar y convierte a personajes conocidos de los años veinte, como Hinrichsen (el clarividente Hanussen) o Kassandrus (el filósofo histórico Oswald Spengler) en personajes novelescos. Los héroes humorísticos de este libro son el filósofo Sucram (Marcus) y su adversario Morvitius, el criminal que siempre se sale con la suya.
Encarnan la (inútil) búsqueda de una moralidad unificadora en un mundo nuevo. La novela entreteje así aspectos técnicos de su época de origen, como la revolución industrial, el cine antiguo, la radio y el teléfono. Ofrece una visión realista (desde la perspectiva actual) del futuro en la que ya se está expresando escepticismo hacia la era industrial. La novela Graue Magie ofrece textos sabios y extravagantes.
En 1929, Mynona satirizó el pasado de Erich Maria Remarque, que se había hecho famoso con la novela Sin novedad en el frente, con el libro ¿Vivió realmente Erich Maria Remarque? sin embargo, atrajo la ira concentrada de Kurt Tucholsky. Criticó duramente a Friedlaender por este pseudo desenmascaramiento. Unas semanas después de que los nacionalsocialistas tomaran el poder, Friedlaender emigró a París. Allí murió empobrecido a la edad de 75 años el 9 de septiembre de 1946.

## Obra
El legado de Friedlaender se encuentra en la Akademie der Künste de Berlín. Hartmut Geerken, que también publicó sus obras completas, es el administrador de su legado y el titular de los derechos.
- Durch blaue Schleier. Gedichte. Un. R. Meyer, Berlina 1908. Erschien unter dem Namen Salomo Friedlaender.
- Rosa, dado schöne Schutzmannsfrau. Grotesken. Verlag der Weißen Bücher, Leipzig 1913
- Für Hunde und andere Menschen. Der Sturm, Berlina 1914
- Schwarz-Weiß-Podredumbre. Grotesken. Kurt Wolff Verlag, Leipzig 1916
- Hundert Bonbons. Sonette. Deckelzeichnung von Alfred Kubin. Georg Müller, München 1918
- Banco de dado der Spötter. Ein Unroman. Kurt Wolff, München 1919
- El Creador. Con ilustraciones por Alfred Kubin. Publicación original: Kurt Wolff, München 1920. Publicado en inglés por Wakefield Prensa, 2014.
- Nur für Herrschaften. Un-Freud-ige Grotesken. Banas & Dette, Hannover 1920
- Unterm Leichentuch. Ein Nachtstück. Paul Steegemann, Hannover 1920 (mit Kubin-Illustrationen erstmals 1927)
- Mein Papa und Dado Jungfrau von Orléans. Nebst anderen Grotesken. Kurt Wolff, München 1921
- Das widerspenstige Brautbett und andere Grotesken. Kurt Wolff, München 1921
- Graue Magie. Berliner Nachschlüsselroman. Mit 6 Zeichnungen von Lothar Hohmeyer. Rudolf Kaemmerer, Dresde 1922. Reimpresión: Fannei & Walz 1989. Neuausgabe Ullstein, Berlina 1998, ISBN 3-548-24512-9
- Trappistenstreik und andere Grotesken. Walter Heinrich, Freiburg (Breisgau) 1922
- Tarzaniade Parodie. Verlag der Tageblatt-Buchhandlung, Hannover 1924
- Ich möchte bellen und andere Grotesken. Seeigel, Berlina 1924
- Das Eisenbahnglück oder der Anti-Freud Elena Gottschalk Vlg, Berlina 1925. Mit 10 Illustr. v. Hans Bellmer
- Mein hundertster Geburtstag und andere Grimassen. Jahode & Siegel, Wien 1928
- Sombrero Erich Maria Remarque wirklich gelebt? Der Mann. Das Werk. Der Genio. 1000 Worte Remarque. Paul Steegemann, Berlín & Leipzig 1929
- Der Holzweg zurück oder Knackes Umgang mit Flöhen. Paul Steegemann, Berlina 1931
- Der lachende Hiob und andere Grotesken. Ediciones du Phénix, París 1935

### Filosofía
- Robert Mayer. Theodor Thomas, Leipzig 1905
- Logik. Dado Lehre vom Denken. H. Hillger, Berlina 1907
- Psychologie. Dado Lehre von der Seele. H. Hillger, Berlina 1907
- Jean Paul als Denker. Gedanken aus seinen sämtlichen Werken. Hrsgg. von Salomo Friedlaender. Piper, München 1907
- Schopenhauer. Breviario. Robert Lutz, Stuttgart 1907
- Friedrich Nietzsche. Eine intellektuale Biographie. Göschen, Berlina 1911
- Schöpferische Indifferenz. Müller, München 1918
- Wie durch ein Prisma. Gedanken und Blicke im Zeichen Kants. Taifun, Vlg., Fráncfort 1924
- Kant für Más amable. Fragelehrbuch zum sittlichen Unterricht. Paul Steegemann, Hannover 1924. Neuausgabe 2004,
- Katechismus der Magie. Nach Immanuel Kants „Von der Macht des Gemüts“ und Ernst Marcus' „Theorie der natürlichen Magie“. En Frage- und Antwortform gemeinfaßlich dargestellt. Merlin verlag, Heidelberg 1926. Neuausgabe: Aurum Vlg., Freiburg 1978,
- Der Philosoph Ernst Marcus als Nachfolger Kants. Leben und Lehre. Baedeker, Essen, 1930
- Kant gegen Einstein. Fragelehrbuch (Nach Immanuel Kant und Ernst Marcus) zum Unterricht en den vernunftwissenschaftlichen Vorbedingungen der Naturwissenschaft. Der Neue Geist, Berlina 1932
- Das magische Ich. Elemente des kritischen Polarismus. (aus dem Nachlass) 2001,
- Ich (1871@–1936): Autobiographische Skizze. (aus dem Nachlass) 2003,
- Magie En Knittelversen. (aus dem Nachlass und mit einem Vorwort von Detlef Thiel) 2013,

## Obras traducidas y editadas en español
- Pequeña Antología De Salomo Friedlaender. Mandala ediciones, Madrid, 2006.
- El creador. Libros de la Vorágine, Barcelona,  2020.

1. ↑  Vivian Liska, "Messianic Endgames in German-Jewish Expressionist Literature" in Europa! Europa?: The Avant-Garde, Modernism and the Fate of a Continent, Walter de Gruyter (2009), p. 344
2. ↑  https://writersnoonereads.tumblr.com/post/15096265417/cover-by-hans-bellmer-heres-a-bio-of-mynona
3. ↑  https://diariodeunartistadesencajado.blogspot.com/2017/06/un-vanguardista-ordenado-salomo.html

- Datos: Q978324
- Multimedia: Salomo Friedlaender / Q978324